# Leuctra meridionalis
Leuctra meridionalis is een steenvlieg uit de familie naaldsteenvliegen (Leuctridae). De wetenschappelijke naam van de soort is voor het eerst geldig gepubliceerd in 1951 door Aubert.